# يوسف العلي (لاعب كرة قدم)
يوسف محمد العلي (مواليد 24 مايو 1997) هو لاعب كرة قدم سعودي.

## مسيرة اللاعب
لعب سابقاً في العروبة ونادي الصقور ونادي القلعة.